# Inija Trinkūnienė
Inija Trinkūnienė (ur. 25 października 1951 w Kielmach) – kriwe Litwy, przywódczyni litewskiego związku wyznaniowego Romuva, kultywującego rodzimowierstwo bałtyjskie. Jedna z założycielek oraz członkini Rady Europejskiego Kongresu Religii Etnicznych.
Etnolożka, folklorystka, socjolożka, psycholożka, liderka folkowej grupy muzycznej Kūlgrinda. Funkcję kriwe przyjęła po swoim mężu Jonasie Trinkūnasie rok po jego śmierci, w 2015 roku.

## Biografia
W 1969 roku ukończyła liceum w Kielmach, następnie w 1974 roku skończyła magisterskie studia psychologiczne ze specjalizacją psychologa na Wydziale Filozoficznym Uniwersytetu Wileńskiego. W latach 1974–2016 pracowała jako socjolog w Litewskim Instytucie Kulturoznawstwa, a w latach 2001-2016 w Instytucie Badań Społecznych w Wilnie. W 1990 roku wraz z mężem założyła zespół folkowy Kūlgrinda. Po jego śmierci objęła stanowisko najwyższego kapłana Litwy, przyjmując w 2015 roku święcenia na Górze Giedymina. W tym samym roku otrzymała również tytuł doktora honoris causa Uniwersytetu Dev Sanskriti Vishwavidyalaya w Haridwarze.
W ramach swojej pracy naukowej bada rozpowszechnianie i ekspresję kultury etnicznej. Jest autorką ponad 60 artykułów naukowych, prowadziła odczyty na konferencjach na Litwie i za granicą. W latach 2004–2013 była członkiem Rady ds. Kultury Etnicznej przy Sejmie Republiki Litewskiej.
Ma cztery córki: Rimgailė, Vėtrę, Ugnė i Indrė.